# Synnerby församling
Synnerby församling var en församling i Skara stift och i Skara kommun. Församlingen uppgick 2006 i Ardala församling.

## Administrativ historik
Församlingen har medeltida ursprung.
Församlingen var före 1545 i pastorat med Sankt Pers församling som moderförsamling. Från 1545 till 1551  var den moderförsamling i pastoratet Synenrby och Skallmeja, från 1551 till 1962 moderförsamling i pastoratet Synnerby, Skallmeja och Gerum, som före 1575 även omfattade Skånings-Åsaka församling, samt från 1962 till 2002 moderförsamling i pastoratet Synnerby, Skallmeja, Vinköl, Västra Gerum och Marum (de två sistnämnda bildade 1992 Marum-Gerum). Församlingen ingick mellan 2002 och 2006 i Skara pastorat och uppgick 2006 i Ardala församling.

## Kyrkor
- Synnerby kyrka